# セカンド・ハウス (映画)
『セカンド・ハウス』（El campo）は2011年のアルゼンチン・イタリア・フランス合作の心理サスペンス映画。2011年9月のレイキャヴィーク国際映画祭で初上映された。日本では劇場未公開だが、2013年12月15日にWOWOWで放送された。

## ストーリー
サンチャゴとエリサの夫婦は、都会の喧噪を逃れて田舎のセカンドハウス（別荘）に赤ん坊の娘マティを連れてやって来る。サンチャゴは5年も空き家だった廃屋同然の家を改装することに嬉々としているが、エリサは暗く不気味な家の雰囲気に嫌悪感を抱く。そんなエリサの気持ちを「気のせい」として真剣に取り合わないサンチャゴにエリサは苛立ちを覚えるようになり、管理人の老女オデシアの親切も余計なお節介と感じてしまう。2人目の子供やエリサの仕事復帰のことなど、かねてより考えに違いのあったサンチャゴとエリサの関係は些細なすれ違いの積み重ねにより険悪なものとなって行き、遂には修復不可能なものとなる。そんな精神的に疲れ切ったエリサをオデシアは優しく受け止める。
ある朝、虫の知らせで目が覚めたエリサがオデシアのもとを訪ねると、彼女は家族に見守られる中、既に亡くなっていた。ショックを受けたエリサは涙する。
エリサとサンチャゴは荷物をまとめてセカンドハウスを車で後にする。エリサはかつてオデシアがマティにあげようとしていた子犬（ブエノスアイレスの家がマンションでペットが飼えないことからエリサが断わっていた）を抱きかかえて後部座席にマティと座っている。車を運転するサンチャゴは涙ぐみ、車を路肩に止める。そんなサンチャゴをエリサは冷静に慰める。

## キャスト
- エリサ - ドロレス・フォンシ（スペイン語版）
- サンチャゴ - レオナルド・スバラグリア： エリサの夫。
- マティルダ（マティ） - マティルダ・マンサーノ： サンチャゴとエリサの娘。
- オデシア - ポチ・デュカス： 管理人の老女。
- アルベルト - フアン・ビジェガス（スペイン語版）： オデシアの家族。サンチャゴを猟に誘う。